# Stazione di L’Aquila San Gregorio
A Stazione di L'Aquila San Gregorio vasútállomás Olaszországban, L’Aquila településen. Az állomás L'Aquila egyik falucskáját, San Gregoriot szolgálja ki.

## Vasútvonalak
Az állomást az alábbi vasútvonalak érintik:

## Kapcsolódó állomások
A vasútállomáshoz az alábbi állomások vannak a legközelebb:

## Galéria

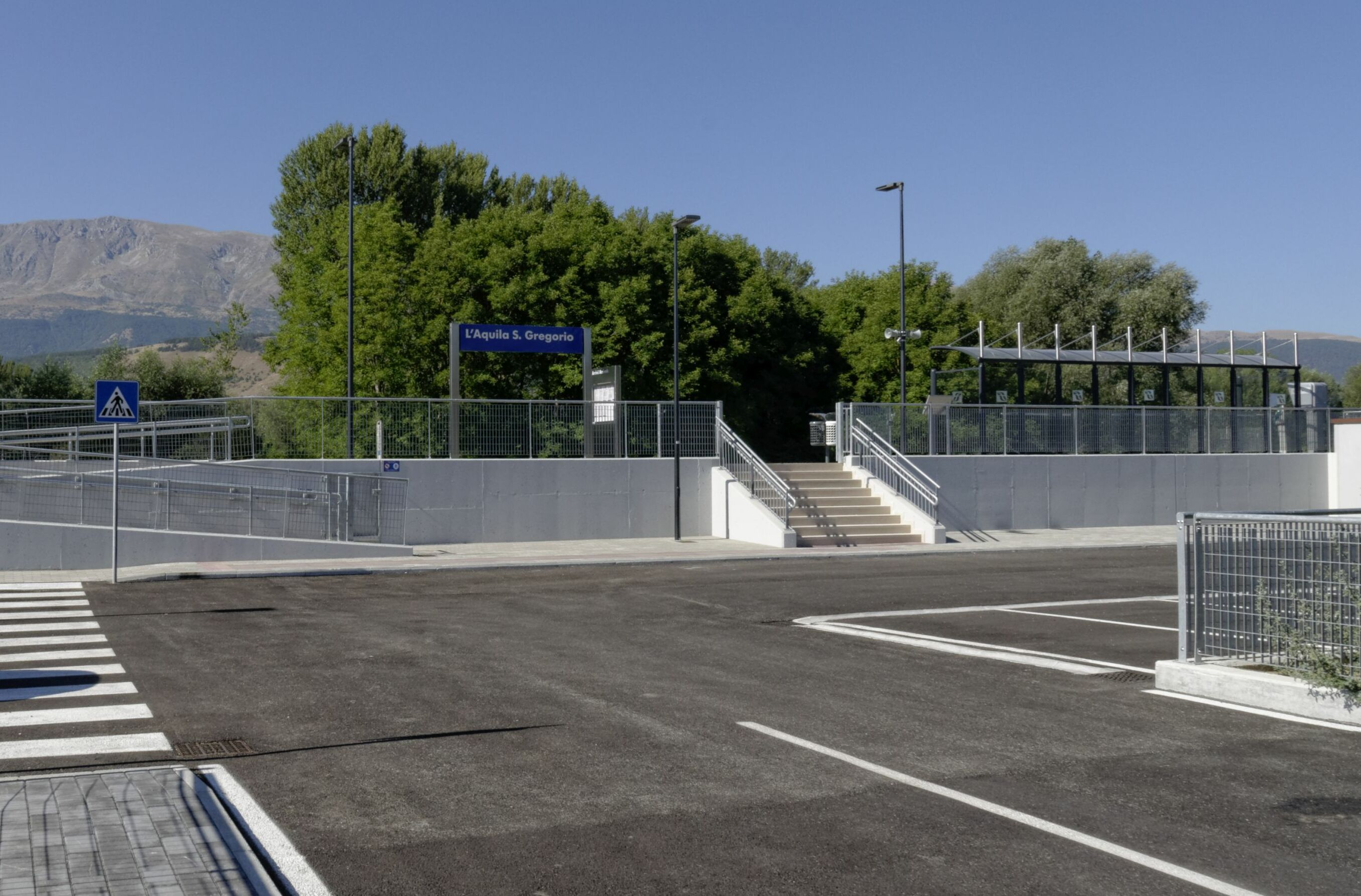
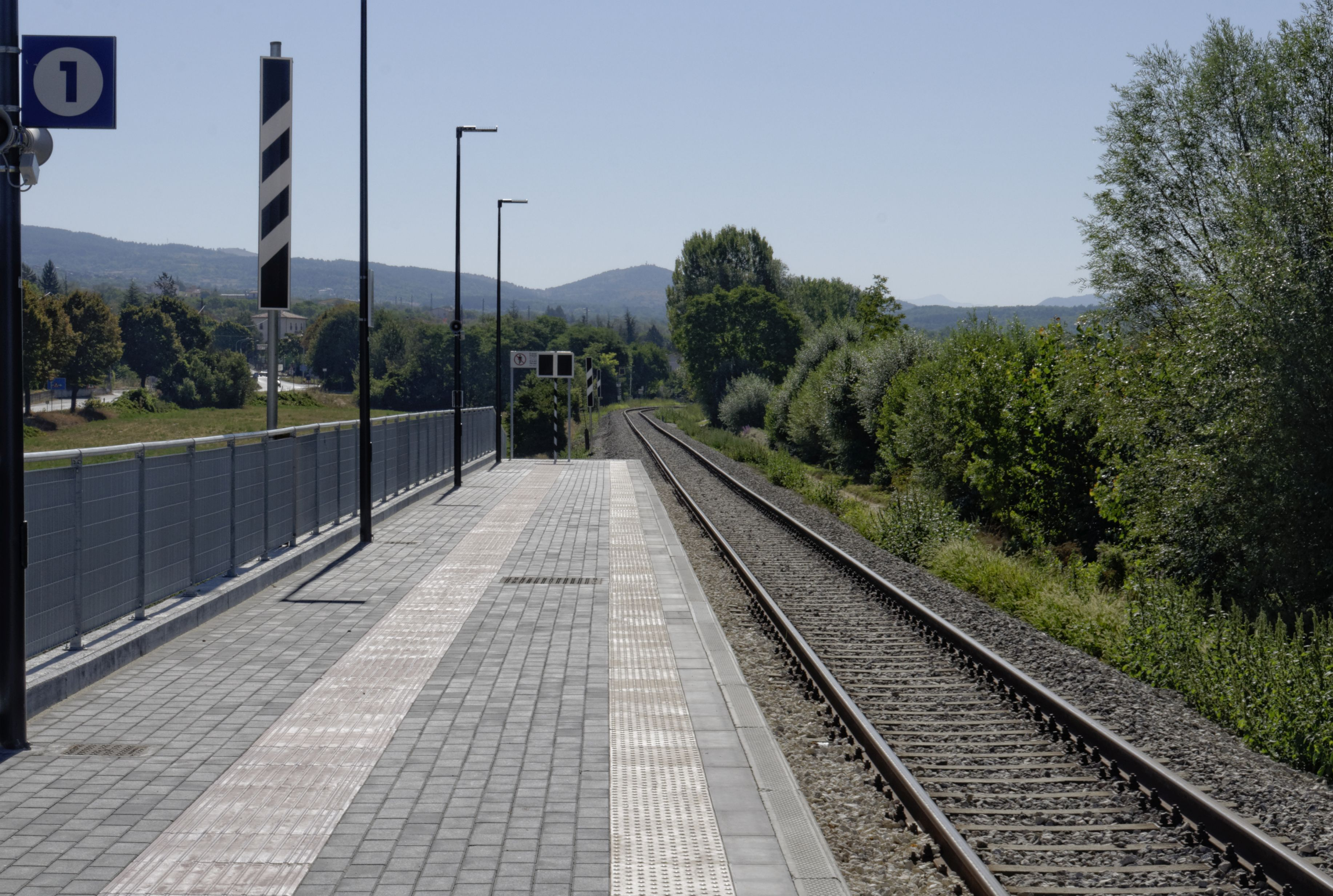
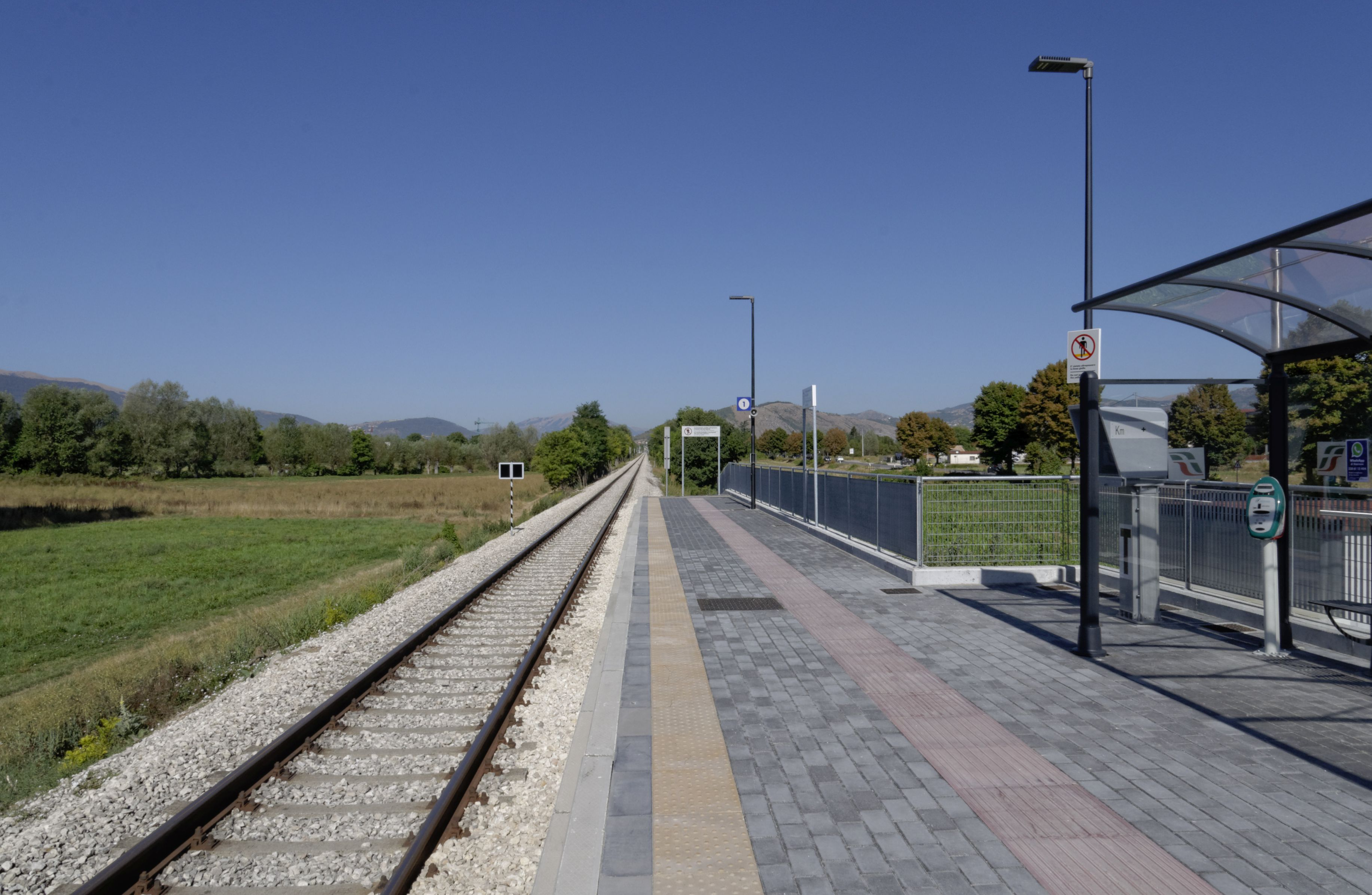